# 池川侑希弥
池川 侑希弥（いけがわ ゆきや、2009年1月22日 - ）は、日本の俳優、アイドル。関西ジュニア内男性アイドルグループ・Boys beのメンバー。
沖縄県出身。STARTO ENTERTAINMENT所属。

## 来歴
沖縄県で生まれ、6歳から大阪府に移り住む。山田涼介や道枝駿佑に憧れ、小学校4年生の時に自らジャニーズ事務所に履歴書を送り、オーディションを経て2019年12月22日に入所。2020年に結成された関西ジャニーズJr.内ユニット・Boys beのメンバーとなる。
2023年公開の映画『雑魚どもよ、大志を抱け!』では自身初の出演映画でありながら、初主演をつとめる。

## 人物
特技はゴルフで、小学校2年生から6年生まで習っていた。
グループではMCでトークを回す役を担う。

## 出演
グループでの出演はジャニーズJr.#Boys beを参照。個人での出演のみ記載。

### テレビドラマ
- ジモトに帰れないワケあり男子の14の事情 episode7 「ぼくたちの未来」（2021年5月15日、テレビ朝日） - 少年・雪斗 役[4][5]
- 必殺仕事人（2023年1月8日、朝日放送テレビ・テレビ朝日） - 田助 役[6]
- 年下彼氏2 episode3「秀才すぎる秘密の恋」（2024年10月20日、朝日放送テレビ） - 主演・須藤 役[7][8]

### 映画
- 雑魚どもよ、大志を抱け!（2023年3月24日、東映ビデオ） - 主演・高崎瞬 役[9]

### 舞台
- 年下彼氏〜君のとなりで〜（2025年2月22日 - 3月9日、森ノ宮ピロティホール / 3月15日・16日、キャナルシティ劇場 / 3月22日 - 4月6日、東京グローブ座） - ダイキ 役[10]

### ドキュメンタリー番組
- 24時間テレビ48 愛は地球を救う（2025年8月30日・31日〈予定〉、日本テレビ） - ytvサポーター[11]